# 桀溺
桀溺（?—?），春秋后期隐士。
前490年，孔子离开楚国的叶地回到蔡国。路上遇见长沮、桀溺两人并肩耕田，孔子认为他们是隐士，就让子路去询问渡口在何处。桀溺问子路：“你是谁？”子路说：“我是仲由。”桀溺问：“你是孔丘的门徒吗？”子路回答是。桀溺说：“天下到处都在动荡不安，而谁能改变这种现状呢？况且你与跟着逃避乱臣的人四处奔走，还不如跟着我们这些躲避乱世的人呢？”说完，就继续不停地耕田。他认为天下已乱，无人能够救治，对社会和政治持消极态度。